# Louis-Alexandre-Fernand Fortin
Louis-Alexandre-Fernand Fortin, francoski general, * 1889, † 1949.